# Islahiye
Islahiye (in turco İslahiye) è una città ed un distretto della provincia di Gaziantep nella parte sud-est della Turchia. Si tratta di una stazione di confine lungo la ferrovia che porta in Siria, lungo la strada che conduce a Damasco. Dal marzo 2001 una regolare linea conduce, una volta alla settimana, in Siria e poi in Iran, via Islahiye.

## Storia
Si trattava dell'antica città di Nicopolis, nella Cilicia Campestris, prima seleucide e poi romana, occupata dai Sasanidi nel corso delle campagne siriano-mesopotamiche di Sapore I nel 252/253.
Nel territorio del distretto si trovano anche i resti di epoca ittita della cava e laboratorio di scultura di Yesemek.